# 維吉尼亞州第二十八步兵團
維吉尼亞州第二十八步兵團（英語：28th Virginia Infantry Regiment）是美國南北戰爭時邦聯軍隊中的一支步兵團。

## 成立
維吉尼亞州第二十八步兵團成立於1861年6月，成員多來自克雷格縣、貝德福縣、坎貝爾縣及羅阿諾克縣。

## 隸屬
第二十八步兵團是第一兵團中，李察·加耐特准將之軍旅中的一個步兵團，參與過不少主要戰役。

## 戰役
- 李斯堡之役
- 七松坡之役
- 第二次牛奔河之役
- 南山之役
- 威廉斯堡之役
- 馬份山之役
- 蓋茨堡之役
- 彼得斯堡圍城戰
- 阿波馬托克斯郡府之役

## 外部連結
- 維吉尼亞州第二十八步兵團之軍旗介紹與歷史
- 維吉尼亞州第二十八步兵團之歷史
- 維吉尼亞州第二十八步兵團之歷史